# Бен Ротлисбергер
Бен Ротлисбергер (енгл. Benjamin Todd Roethlisberger Senior.; Лима, Охајо, 2. март 1982), познатији под надимком Биг Бен је професионални играч америчког фудбала који игра на позицији квотербека. Тренутно наступа за екипу Питсбург стилерса у оквиру Америчке фудбалске конференције.
Држи рекорд као најмлађи квотербек освајач Супербоул трофеја, након што је у својој другој сезони победом над Сијетл Сихоксима у Супербоулу XL постао шампион НФЛ-a. Један је од најуспешнијих квотербекова у историји НФЛ-а. На вечитој листи заузима 6. место у броју освојених јарди по покушају, девети је по пас рејтингу, а 8. по броју комплетираних пасова.

## Детињство и младост
Бен је рођен у Лими у Охају у породици швајцарског порекла као син Иде и Кенета Ротслибергера, који се такође бавио америчким фудбалом на универзитету Џорџија где је играо квотербека. Његова млађа сестра Карли је у кошарци наступала за универзитет Оклахома.
У средњој школи у Финдлију, Ротлисбергер је био капитен фудбалског, кошаркашког и бејзбол тима. Међутим, није играо на позицији квотербека све до завршне године, јер је тадашњи тренер Клиф Хајт, по каснијем сопственом признању, на тој позицији гурао свог сина.
Током колеџ каријере наступао је за универзитет Мајами у Охају. За време три године које је провео као стартер поставио је многе државне и универзитетске рекорде, међу којима су: највише утакмица у сезони са бачених преко 200 или више јарди, као и највише узастопних утакмица са бачених преко 200 јарди (оба тренутни НЦАА рекорди). Оба рекорда су постављена у сезони 2003. када је Бен водио Мајами редхоксе до њиховог рекордног скора 13-1, што је Ротлисбергера лансирало међу главне колеџ звезде пред драфт.

## Каријера
Ротлисбергер је драфтован као укупно 11. пик на драфту 2004. од стране Питсбург стилерса. У своју прву сезону у НФЛ-у закорачао је као трећи квотербек у ростеру. Међутим, повреда Чарлија Бача већ у предсезони, као и неубедљиве партије његове замене, Томија Мадокса у првих пар кола, мењају планове Стилерса и тренера Била Кавхера о постепеном увођењу у тим младог рукија, те Ротлисбергер добија прилику већ у дербију дивизије против Рејвенса. Биг Бен након те утакмице, креће у низ од тринаест победа у низу, завршивши регуларни део сезоне као стартер са скором 13-0. 5. јануара 2005. проглашен је за Офанзивног рукија године, као први квотербек након 34 године који је заслужио то признање.
Сезону 2005. Ротлисбергер завршава као први у лиги по броју освојених јарди по покушају и трећи по пас рејтингу, док Стилерси бележе скор 11-5 у регуларној сезони, те тако другу годину за редом бележе пласман у плеј-оф. Пут ка Супербоулу је кренуо победом у Синсинатију над шампионом дивизије Бенгалсима, која је послала Питсбург у Дивизијску рунду, где их је чекала фаворизована екипа Колтса предвођена Пејтоном Менингом. Ротлисбергер је на том мечу направио кључно обарање над дефанзивним линијашом Колтса Ником Харпером након фамбла Џерома Бетиса на мање од два минута до краја како би се Питсбург ипак пласирао у финале АФЦ. У финалу конференције, Бен је бацио 275 јарди за два тачдаун паса и победу Стилерса над Бронкосима. Победом над Сијетл Сихоксима у Супербоулу XL, Ротлисбергер је постао рекордер као најмлађи квотербек шампион НФЛ-a.
Током лета 2006. пар месеци пред почетак сезоне, Ротлисбергер је возећи мотор доживео тешку саобраћајну несрећу, након које је морао подлећи неколико операција, а када се вратио на терен био је у много лошијој форми од оне из шампионске сезоне.
Доласком Мајка Томлина на чело Стилерса 2007. вратила се и форма Бена Ротлисбергера, који је на отварању сезоне против Браунса забележио 4 тачдаун паса, док је недуго затим против Рејвенса забележио 5 тачдауна. Сезону је завршио као трећи по укупном броју комплетираних тачдаун пасова као и избором за Про Боул. У Вајлд кард мечу плеј-офа са Џегуарсима, Стилерси су претрпели пораз резултатом 31:29.
2008. годину - његову пету у екипи Питсбурга и другу годину под вођством тренера Мајка Томлина обележило је Беново друго освајање Супербоула. Стилерси су у регуларном делу сезоне забележили скор 12-4, те након победа над Чарџерсима у плеј-офу и Рејвенсима у финалу конференције пласирали се у Супербоул XLII.
 Ротлисбергер је у финалу НФЛ-а водио Питсбург до једне од најдраматичнијих победа у историји лиге. У последњем нападу, при вођству од 23:20 за Аризона кардиналсе на 35 секунди до краја меча бацио је победнички тачдаун пас ка Сантонију Холмсу, који је донео Стилерсима рекордни шести трофеј Националне фудбалске лиге.
Сезону 2009. Биг Бен је завршио са 4328 освојених јарди, уз 26 тачдаун пасова, чиме је постао први квотербек у историји Питсбурга коме је то пошло за руком, међутим Стилерси нису успели да се пласирају у плеј-оф.
Шанса за још једно освајање наслова првака стигла је већ у сезони 2010. Након освајања дивизије и победама над Рејвенсима у дивизијском плеј-офу и Џетсима у финалу АФЦ, Ротлисбергер се пласирао у своје треће финале НФЛ-а. У Супербоулу XLV забележио је 263 јарди пасом, уз 2 тачдаун додавања, међутим то је било недовољно да се зауставе Пакерси који су на крају славили резултатом 31-25 и тако нанели Бену први пораз у неком од финала.
2012 је постао квотербек са највише освојених јарди пасом у историји за Стилерсе, а следеће године је поставио и тимски рекорд за највише бачених тачдауна у историји за Стилерсе.
У сезони 2014. Ротлисбергер је био лидер лиге међу квотербековима по броју освојених јарди пасом са бачених 4952 јарда у регуларној сезони, чиме је оборио и дотадашњи тимски рекорд.
Ротлисбергер је био актер једне од најнеизвеснијих плејоф утакмица у сезони 2015/16. У вајлд кард дуелу са Синсинати Бенгалсима, при вођству Стилерса од 15-0 га је фаулирао Вонтез Бурфикт, чиме је због повреде морао напустити терен у задњим секундама треће четвртине. Бенгалси су након његовог изласка за непуну четвртину успели надокнадити дефицит и преокренути резултат на 16-15. Чинило се да је утакмица потпуно изгубљена након што је његова замена Лендри Џоунс бацио интерсепцију Бурфикту на 1:39 минута до краја, међутим одбрана Стилерса је успела доћи до лопте и осигурати нападу још једну шансу. На опште изненађење, повређени Биг Бен се враћа на терен 1:23 минута до краја и предводи Стилерсе до преокрета бацајући пар кључних пасова укључујући и успешну конверзију четвртог дауна за три јарде чиме је приближио Стилерсе зони за филд гол покушај, који је касније Крис Босвел и успешно реализовао чиме су Стилерси ипак забележили победу.
2018. je била статистички најуспешнија година у Беновој каријери. Ротлисбергер је по други пут предводио лигу као квотербек са највише освојених јарди пасом са бачених 5129 јарди у регуларној сезони, уз помоћ рисивера Џуџуа Смит-Шустера и Антониа Брауна који су обојица имали преко 1000 јарди хватањем. Такође је имао и највећи број комплетираних пасова. Иако је имао највише пресечених лопти, поставио је лични рекорд са највише тачдауна пасом у сезони са бачена 34 тачдауна, а бацио је и најдужи пас од свих квотербекова те сезоне на једном мечу од 97 јарди.

## Лични живот
Бен Ротлисбергер се венчао својом супругом Ешли Харлан у јулу 2011, с којом има двоје деце - синове Бодија и Бенџамина Тода Јуниора као и ћерку Бејли Марију Ротлисбергер.
Глумио је у филму Успон мрачног витеза, као део Питсбург стилерса који су у филму представљали замишљени тим Готам Роугсе.
Руководи хуманитарном фондацијом Бен Ротлисбергер коју је основао 2007.